# Zakaznik Borisovskoje plato
Zakaznik Borisovskoje plato (Russisch: Борисовское плато; "Borisovplateau") is een wildreservaat in het zuiden van het Russische Verre Oosten, in het zuidwesten van de Russische kraj Primorje aan de grens met China. Het werd ingesteld in 1996 voor de bescherming van een aantal wilde plant- en diersoorten en hun habitat en heeft een oppervlakte van 63.429 hectare (63,4 km²). Het bestaat voor een groot deel uit ene basaltplateau, dat doorsneden wordt door meerdere kleine rivieren.
De begroeiing bestaat uit donkere zilversparbossen (tsjernopichtarniki). Ook bevindt zich hier het zuidelijkste sparrenbosmassief. In het gebied komen een aantal beschermde diersoorten voor, zoals de amoerpanter, gevlekte struikzanger, Chinese boomklever, Indische bij. Verder komen er onder andere sikaherten, wilde zwijnen en
In het gebied mag niet worden gejaagd, honden en gemotoriseerde voertuigen zijn er verboden en toeristen mogen er niet kamperen of andere verstorende activiteiten plegen. Wel mag er onder voorwaarden delfstoffen worden gewonnen, wetenschappelijk onderzoek worden verricht of toeristische activiteiten worden gepleegd.